# Joachim Jauer
Joachim Jauer (* 26. Juli 1940 in Berlin-Dahlem; † 29. Juli 2022) war ein deutscher Hörfunk- und Fernseh-Journalist, Dokumentarfilmer, Hochschuldozent und Schriftsteller. Er wurde insbesondere durch seine Tätigkeit als Fernsehkorrespondent und Leiter des ZDF-Büros in der Deutschen Demokratischen Republik sowie als Chronist des revolutionären Umbruchs des ehemaligen Warschauer Paktes einer breiten Öffentlichkeit bekannt. Jauer wohnte in Kirchberg im Wald.

## Berufliche Entwicklung

### RIAS Berlin
Nach seiner Schulzeit am Gymnasium Canisius-Kolleg Berlin sowie dem anschließenden Studium der klassischen Philologie, Philosophie und Geschichte an der Freien Universität Berlin war Jauer zunächst beim RIAS Berlin als Hörfunk-Redakteur und -Moderator aktiv. 1961/62 entwickelte er mit Hans-Christoph Knebusch das RIAS-Morgenmagazin „Was gibt’s Neues – Aktuelles und Musik in Berlin“, das direkt nach dem Mauerbau als Ersatz einer nicht existierenden Morgenzeitung für die Hörer in der DDR konzipiert worden war.

### ZDF
1965 wechselte Jauer zum ZDF. Im Jahr 1967 fertigte er als erster westdeutscher Korrespondent einen Fernsehbericht in der DDR („Winterurlaub in Oberwiesenthal“). Selbst ein scheinbar unpolitisches Freizeit-Thema war in der DDR ein Politikum. Im Jahr 1968 wurde er vom ZDF als Redakteur fest angestellt. Im gleichen Jahr erstellte Jauer den ersten Farbdokumentarfilm über die DDR („Potsdam heute“, 45 Minuten). Ab 1971 arbeitete er in der Redaktion der ZDF-Fernsehsendung Kennzeichen D mit.
Von 1978 bis 1982 leitete Joachim Jauer das Büro des ZDF in der DDR mit Sitz in Ost-Berlin und war dort akkreditierter Korrespondent. Gemäß journalistischem Motto audiatur et altera pars (lat. „man höre auch die andere Seite“) legte er großen Wert darauf, auch dort zu leben, obwohl ihm durch seinen Status ein tägliches Pendeln von West- nach Ost-Berlin möglich gewesen wäre.
Als westdeutscher Journalist und Klassenfeind wurde Jauer lückenlos von einer großen Vielzahl von Mitarbeitern des Ministeriums für Staatssicherheit der DDR überwacht. In den umfangreichen Akten, die Joachim Jauer zufolge überwiegend Banalitäten, aber auch einige menschliche Enttäuschungen offenbaren, wurde er als OV „Fabulant“ der Bagage geführt. Ein Fabulant ist ein Mensch, der fabuliert, also erfundene Geschichten als Wahrheiten wiedergibt. Bagage war die Stasi-Bezeichnung für das ZDF und steht abwertend für Gesindel/Pack.
Im Anschluss an diese Korrespondententätigkeit übernahm er von Hanns Werner Schwarze die Redaktionsleitung der ZDF-Fernsehsendung Kennzeichen D, die seinerzeit in der Oberlandstraße in Berlin-Tempelhof gegenüber den UFA-Filmstudios (Berliner Union-Film) angesiedelt war.
In den Jahren 1984 bis 1987 wurde Jauer vom ZDF als Hauptstadt-Korrespondent und stellvertretender Studioleiter in Bonn eingesetzt. Von 1987 bis 1990 war er Sonderkorrespondent für Mittel- und Ost-Europa bzw. für das Gebiet des Warschauer Paktes und Leiter des ZDF-Studios in Wien. Durch die Ereignisse der so genannten Samtenen Revolution wurde Jauer während dieser Tätigkeit zum Chronisten des Umbruchs in den Staaten des Warschauer Paktes. Nach seinen Reportagen über die Revolution in Ungarn berichtete er am 2. Mai 1989 als einziger westdeutscher Fernsehkorrespondent von der Öffnung des Eisernen Vorhangs, dem Abbau der ungarisch-österreichischen Grenzanlagen durch ungarische Grenztruppen. Dabei formulierte er den vermutlich folgenreichsten Kommentar seiner beruflichen Laufbahn:

„Heute endet hier an dieser Stelle die vierzigjährige Teilung Europas in Ost und West. Dies wird unabsehbare Folgen haben – für Europa, für die Deutschen in der Bundesrepublik und insbesondere in der DDR.“

In den folgenden Wochen füllte eine steigende Anzahl junger Rucksack-Touristen aus der DDR die ungarische Hauptstadt Budapest, um eine Chance zur Ausreise in den Westen abzupassen – gewissermaßen die Initialzündung für die gesamte weitere Entwicklung. Jauer beschrieb den deutschen Fernsehzuschauern den einsetzenden Massenexodus aus der DDR von Budapest bis Prag.
Den 9. November 1989 erlebte er in Wien, wohin er gerade aus der Tschechoslowakei zurückgekehrt war. Zwei Tage zuvor hatte er im Fernsehen berichtet, dass nach Ungarn nun auch die Tschechoslowakei die Grenzen nach Westen geöffnet hatte. Er begleitete in den folgenden Wochen die Samtene Revolution in der Tschechoslowakei und vor Weihnachten die Revolution in Rumänien.
Zurückblickend sieht Joachim Jauer insbesondere im 2. Mai 1989 die entscheidende Zäsur, ein Datum, dessen Bedeutung er bis heute als nicht angemessen gewürdigt sieht.
1990 ging er für fünf Jahre erneut zu Kennzeichen D. Von 1995 bis 1999 berichtete er von den Jugoslawienkriegen, offizieller Dienstsitz war erneut die österreichische Hauptstadt. Im Oktober 1999 übernahm Jauer die Leitung des ZDF-Hauptstadtstudios Berlin. Am 28. Juni 2002 wurde er von ZDF-Chefredakteur Nikolaus Brender aus dieser Funktion verabschiedet.

„Von der Nahtstelle der Blöcke im Kalten Krieg bis zum Fall des Eisernen Vorhangs – überall, wo deutsche Geschichte geschrieben wurde, war Joachim Jauer nicht weit. Er ist ein Garant für journalistisches Handwerk und Formulierungskunst. Das ZDF und seine Zuschauer können und wollen auch in Zukunft nicht auf ihn verzichten.“

Von 2002 bis 2007 war Jauer als Dokumentarfilmer aktiv. 2004 sendete das ZDF aus Anlass der Verleihung des außerordentlichen Internationalen Karlspreises an Johannes Paul II. Joachim Jauers Dokumentation „Einer von uns“, die sich mit dem politischen Wirken dieses Papstes befasste. Im Januar 2006 lief im ZDF ein Porträt über Johannes Rau von Jauer und Bernd Mosebach. 2007 war in der ZDF-Sendereihe History Jauers Dokumentation „Antenne West – Das Fernsehen und die deutsche Einheit“ zu sehen.

### Akademien und Hochschulen
Jauer war zu Beginn der 1970er Jahre Dozent an der Deutschen Film- und Fernsehakademie Berlin. Bei einer späteren Dozentur an der Hochschule für Fernsehen und Film München waren seine Studenten an der Recherche, dem Dreh, Schnitt, Text und der Moderation einer kompletten Magazinsendung beteiligt. In den 1980er und 1990er Jahren dozierte er am Institut für Publizistik des Fachbereichs Kommunikationswissenschaften an der Freien Universität Berlin und leitete Studierende in einigen Fernseh-Labors zum eigenständigen Arbeiten für Filmprojekte an. In all seinen Dozenturen ging es um die Prioritätsstufe der mittelfristigen Aktualität im Fernsehen.

### Schriftsteller
Im Jahr 2009 veröffentlichte Joachim Jauer anlässlich des 20. Jahrestages der Maueröffnung sein Buch „Urbi et Gorbi – Christen als Wegbereiter der Wende“. Darin beschreibt er, wie der polnische Papst Johannes Paul II. (Karol Wojtyła) mit der polnischen Gewerkschaftsbewegung Solidarność Anfang der 1980er Jahre die Wende angestoßen hat und wie der sowjetische KP-Generalsekretär Gorbatschow später die weitere Entwicklung bis zur Öffnung des Eisernen Vorhangs zuließ. Ausführlich geht der Autor auf die dafür bedeutsame Vorarbeit ein, die von Polen, Ungarn und einzelnen Christen mit großem Mut geleistet worden ist, um letztlich zum totalen Kollaps des SED-Regimes zu führen. Joachim Jauer war Mitglied des PEN-Zentrums Deutschland.

## Auszeichnungen
Im Kontext seiner redaktionellen und zeitweise leitenden Tätigkeit für die Redaktion der ZDF-Sendereihe „Kennzeichen D“ erhielt Jauer zusammen mit seinem Kollegenkreis den Deutschen Kritikerpreis (1977), den Gustav-Heinemann-Bürgerpreis für Verdienste um Freiheit und Gerechtigkeit (1978), die Carl-von-Ossietzky-Medaille für den Einsatz um die Verwirklichung der Menschenrechte (1992), den Jakob-Kaiser-Preis für ausgezeichnete Fernsehsendungen und -reportagen (1983) sowie die Goldene Kamera für Glaubwürdigkeit im Fernsehen (1999).
Am 18. November 2021 erhielt Joachim Jauer das Verdienstkreuz am Bande des Verdienstordens der Bundesrepublik Deutschland. Er verstarb im Alter von 82 Jahren.

## Werke
- Peter Voß (Hrsg.): heute Tagebuch 1991. Mit einem Aufsatz von Joachim Jauer, Zeitgeist Verlag, Düsseldorf 1991, ISBN 3-926224-25-8.
- Dieter Zimmer (Hrsg.): Dramatische Augenblicke. Mit einem Aufsatz von Joachim Jauer. Econ, Berlin 1993, ISBN 3-421-06637-X.
- Joachim Heise, Marianne Regensburger (Hrsg.): Kommentare zur Zeit: 1950–2000. Mit einer Nachbemerkung von Joachim Jauer. Verlag am Park, Berlin 2004, ISBN 3-89793-094-3.
- Joachim Jauer: Ein lupenreiner Autokrat, Rezension des Buches Der Kalte Krieg des Kreml von Edward Lucas, Deutschlandradio Kultur, 2. März 2008.
- Joachim Jauer: Sündenfall in Zeiten der Diktatur. Rezension des Buches Zwangsarbeit und katholische Kirche 1939–1945 von Karl-Joseph Hummel / Christoph Kösters (Hrsg.), Deutschlandradio Kultur, 8. Juni 2008.
- Joachim Jauer: Die Geschichte des Eugenio Pacelli, Rezension des Buches Papst & Teufel. Die Archive des Vatikan und das Dritte Reich von Hubert Wolf, Deutschlandradio Kultur, 31. August 2008.
- Joachim Jauer: Heilmittel gegen Ostalgie, Rezension des Buches Der geduldete Klassenfeind von Peter Pragal, Deutschlandradio Kultur, 12. Oktober 2008.
- Joachim Jauer: Mit kaum zu erschütterndem Glauben, Rezension des Buches Und wir sind dabei gewesen. Die Revolution, die aus der Kirche kam von Christian Führer, Deutschlandradio Kultur, 1. März 2009.
- Joachim Jauer: Urbi et Gorbi – Christen als Wegbereiter der Wende, Herder, Freiburg 2009, ISBN 978-3-451-32253-2.
- Joachim Jauer: Kennzeichen D. Friedliche Umwege zur deutschen Einheit. Camino, Stuttgart 2015, ISBN 978-3-460-50001-3, .

## Audio on Demand
- Zeitzeugen zum Mauerfall: Joachim Jauer, 26. Oktober 2009 auf: podcast.de

## Video on Demand
- Video  ZDF-Sendung 50 Jahre Mauerbau, 10. August 2011: Bettina Warken interviewt Joachim Jauer, 7:51 Min. in der ZDFmediathek, abgerufen am 30. Januar 2014. (offline)
- Bundesstiftung Aufarbeitung, Joachim Jauer et al., 3:33 Min. auf Bundesstiftung Aufarbeitung